# QDOS
Det textbaserade operativsystemet QDOS (förkortning av 'Quick and Dirty Operating System') kom från ett litet företag som hette Seattle Computer Products där Tim Paterson hade skapat det för att han inte orkade vänta på Digital Researchs utveckling av CP/M-86. Namnet ändrades senare till det mer marknadsmässiga namnet 86-DOS efter Intels processor 8086.
QDOS var ursprungligen en klon av operativsystemet CP/M och lånade namn av CP/M-kommandon, som i sin tur lånade många av dem från RT-11 (för PDP-11) och OS/8 (för PDP-8). Enhetsbokstäverna för partitioner, diskettstationer etc. (exempelvis A:, C:) är ett lån från CP/M:s namnkonventioner. Sommaren 1981 köpte Microsoft DOS-86 för 50 000 dollar och man tog även över Paterson. Microsoft sysslade vid den här tiden mest med programvaror där programspråket BASIC var kronan på verket.
När IBM behövde ett operativsystem till sin lansering av PC-datorn kom DOS efter vissa turer att användas under namnet PC-DOS. IBM köpte rättigheterna till användningen av operativsystemet för 80 000 dollar men lät Microsoft ha kvar rättigheterna att utveckla och sälja programmet till andra. Antagligen trodde IBM aldrig på en marknad för kloner av deras PC-dator. I samband med detta döpte Microsoft sin variant av operativsystemet till MS-DOS som står för Microsoft Disk Operating System.
QDOS skall inte förväxlas med den version av QDOS som Sinclair användes av en dator kallad Sinclair QL.